# Trattamento penitenziario

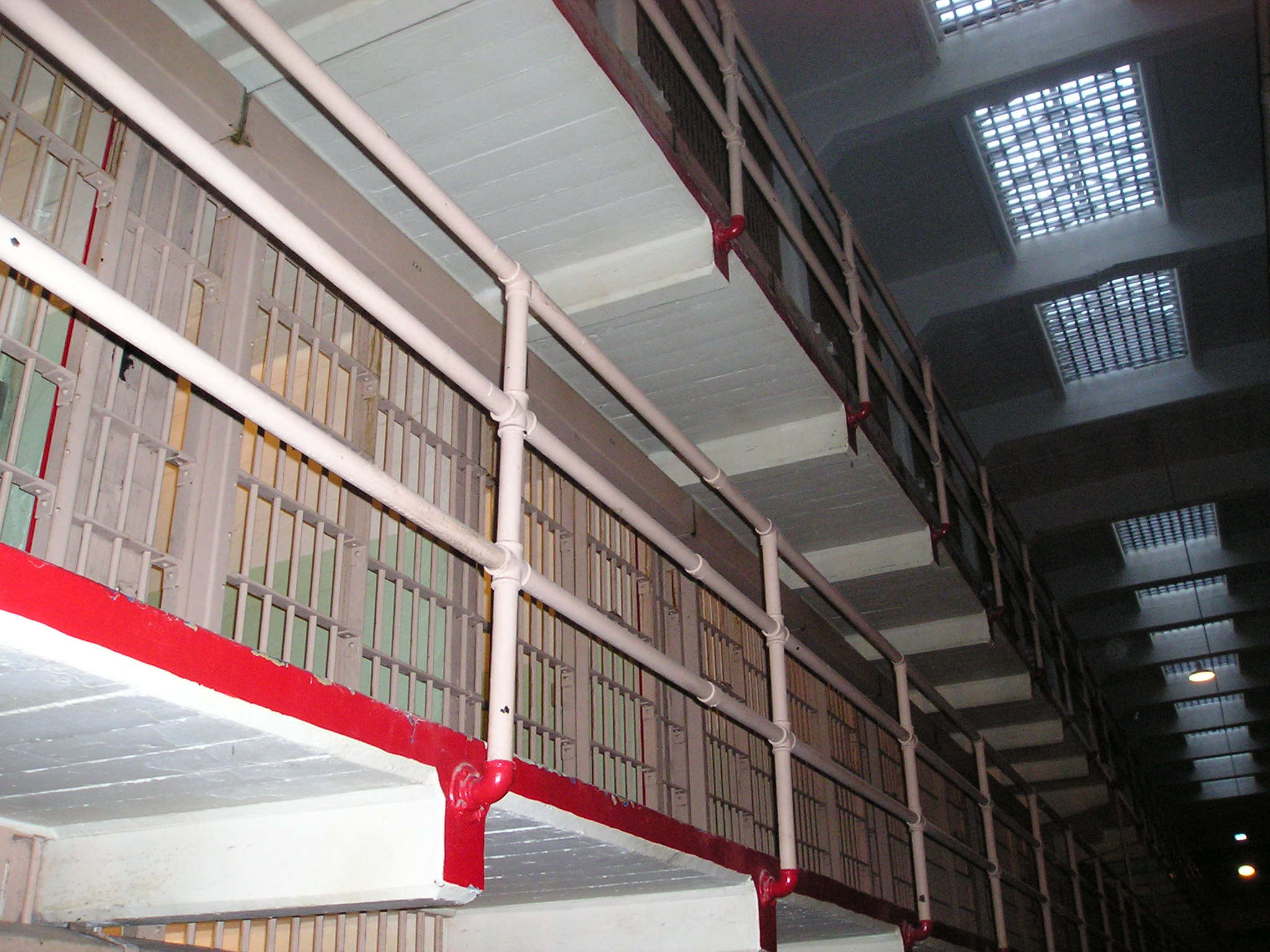
Penitenziario di Alcatraz

Il trattamento penitenziario è in Italia un complesso di pratiche che si pongono in essere nei confronti di un certo tipo di persone, con lo scopo di rieducare i soggetti e restituirli alla società emendati del carattere di devianza e nella prospettiva della reintegrazione sociale.

## La normativa
Il 31 ottobre 1972, il disegno di legge Gonella n. 2624, recante “Norme sull'ordinamento penitenziario e sull'esecuzione delle misure privative e limitative della libertà”, fu riportato in Senato il quale, dopo avervi apportato alcune modifiche, lo approvò definitivamente con la legge 26 luglio 1975, n. 354.
Per la prima volta la materia relativa agli aspetti applicativi delle misure penali privative e limitative della libertà veniva ad essere regolata in Italia con legge formale, con atto cioè emanato dal potere legislativo.

La legge n. 354/75 ha adeguato, in particolare, il trattamento dei detenuti ai sistemi più avanzati di privazione della libertà personale, recependo così i principi enunciati nelle regole minime dell'O.N.U. (1955) e del Consiglio d'Europa.
L'attuale art. 1 O.P. statuisce, infatti, che:

"Il trattamento penitenziario deve essere conforme ad umanità e deve assicurare il rispetto della dignità della persona.
Il trattamento è improntato ad assoluta imparzialità, senza discriminazioni in ordine a nazionalità, razza e condizioni economiche e sociali, a opinioni politiche e a credenze religiose.

Negli istituti devono essere mantenuti l'ordine e la disciplina. Non possono essere adottate restrizioni non giustificabili con le esigenze predette o, nei confronti degli imputati, non indispensabili a fini giudiziari.

I detenuti e gli internati sono chiamati o indicati con il loro nome.

Il trattamento degli imputati deve essere rigorosamente informato al principio che essi non sono considerati colpevoli sino alla condanna definitiva.

Nei confronti dei condannati e degli internati deve essere attuato un trattamento rieducativo che tenda, anche attraverso i contatti con l'ambiente esterno, al reinserimento sociale degli stessi. Il trattamento è attuato secondo un criterio di individualizzazione in rapporto alle specifiche condizioni dei soggetti".

## Le modalità di realizzazione
Il concetto stesso di trattamento penitenziario, a cui già accennava il terzo comma dell'art. 27 della Costituzione, viene, nel 1975, concretamente valorizzato e dettagliatamente regolamentato.

Viene riconosciuta, in particolare, la necessità di pervenire, attraverso l'osservazione scientifica della personalità del condannato, alla individualizzazione del trattamento in rapporto alle condizioni specifiche del soggetto e ai particolari bisogni della sua personalità, perché si possa, con l'espiazione della pena, ottenere il risultato ottimale del recupero del reo e del suo reinserimento nella vita sociale.

In quest'ambito, l'individualizzazione non riguarda più esclusivamente il tentativo di far corrispondere la sanzione al quantum di danno cagionato e di responsabilità dell'autore, ma comprende anche le esigenze del trattamento. Di conseguenza, essa si sviluppa su due linee di azione:
- quella che riguarda i programmi di trattamento interni all'esecuzione di ciascuna misura,
- e quella di una modulazione della misura applicata sempre al fine di adattare la risposta penitenziaria, intesa al recupero sociale del condannato, alle effettive e attuali esigenze della personalità.

## Il trattamento nei luoghi di detenzione
Nella legge penitenziaria si parla distintamente di trattamento penitenziario (o, più brevemente, con analogo significato, solo di trattamento) e di trattamento rieducativo.

Il trattamento penitenziario, nella più vasta e comprensiva accezione, comprende quel complesso di norme e di attività che regolano ed assistono la privazione della libertà per l'esecuzione di una sanzione penale.
Rientrano, dunque, nel trattamento penitenziario:
1. le norme dirette a tutelare i diritti dei detenuti,
2. i principi di gestione degli istituti penitenziari,
3. le regole che attengono alle somministrazioni ed alle prestazioni dovute a chi è privato della libertà.

## Il trattamento a fini rieducativi
Il trattamento rieducativo, invece, costituisce una parte del trattamento penitenziario, in quanto nel quadro generale e nei principi di gestione che regolano le modalità della privazione della libertà personale, si inserisce il dovere dello Stato di attuare l'esecuzione della pena o della misura di sicurezza in modo tale da “tendere alla rieducazione del soggetto” ed abbattere il tasso di recidiva di chi viene rimesso in libertà dopo aver scontato la pena.
 Il principio di fondo è che il detenuto non è il reato che ha commesso, ma è molto più di questo: è un individuo complesso, fatto di contraddizioni come chiunque altro, e dotato di un patrimonio emotivo, cognitivo e comportamentale che esula dagli angusti confini del delitto commesso. La rieducazione tende a valorizzare le abilità e la capacità di relazionarsi agli altri che caratterizza in ogni caso l'essere umano. Consiste nel dare al detenuto nuovi stimoli, nuove motivazioni per rifarsi una vita e reinserirsi nella società in modo costruttivo e integrato. Sotto questo profilo, l'Italia si rifà alla sua grande tradizione illuminista che prende le mosse dai contributi di illustri pensatori quali Cesare Beccaria e Pietro Verri. Una tradizione culturale che rende l'Italia e l'Europa un modello di civiltà nel mondo.
Il trattamento rieducativo si attua nei confronti dei condannati e degli internati.

Nei confronti degli imputati, invece, l'ordinamento non ha previsto l'attuazione di un trattamento rieducativo e ciò perché:
- da un lato, l'esistenza di una presunzione di non colpevolezza è preclusiva ad un'azione di rieducazione e di risocializzazione che presuppone, appunto, il riscontro di note delinquenziali della personalità;

- dall'altro, l'elemento sostanziale riferibile alla piena ed assoluta libertà di difesa potrebbe essere posta in dubbio ove si effettuassero, sul soggetto, interventi significativi di contenuto psicologico.

Naturalmente anche l'imputato è assoggettato al trattamento penitenziario, trattamento che deve garantire una serie di diritti minimi all'internato ed al detenuto, sia esso un detenuto in espiazione pena od un detenuto in custodia cautelare in carcere.